# یاسکه جونز
یاسکه جونز (انگلیسی: Jacque Jones؛ زادهٔ ۲۵ آوریل ۱۹۷۵) بازیکن بیس‌بال اهل ایالات متحده آمریکا است.